# Hochstetter Forland
Het Hochstetter Forland is een schiereiland in Nationaal park Noordoost-Groenland in het oosten van Groenland.
Het schiereiland is vernoemd naar de geoloog Ferdinand von Hochstetter.

## Geografie
Het schiereiland is een relatief laaggelegen gebied.
In het noordoosten wordt het schiereiland begrensd door de Groenlandzee, in het oosten door de Shannon Sund, in het zuiden door de Hochstetterbaai, in het zuidwesten door het Ardencaplefjord en in het westen door de bergen van het Koningin Margrethe II-land.
Aan de overzijde van het water ligt in het oosten Shannon, in het zuiden Kuhn Ø en in het zuidwesten het Th. Thomsenland en het C.H. Ostenfeldland.